# Münchshecke
Münchshecke ist ein ehemaliger Ortsteil der Stadt Siegburg im Rhein-Sieg-Kreis. Heute gehört der Ort zum Stadtteil Kaldauen und nur noch eine Straßenbezeichnung erinnert an ihn.

## Lage
Münchshecke liegt nördlich der Sieg in etwa 100 m ü. NHN. Angrenzende Ortschaft ist neben Kaldauen Seligenthal. Nordöstlich von Münchshecke liegt die Wahnbachtalsperre.

## Geschichte
Bis 1956 gehörte Münchshecke zur Bürgermeisterei und zum Amt Lauthausen. 1910 waren für Münchshecke drei Haushalte verzeichnet: Schreiner Gustav Dichardt, Tagelöhner Johann Linden und Ackerer Johann Hubert Linden.